# Seznam hrvaških pisateljev
Seznam hrvaških pisateljev.

## A
- Anto Adžamić
- Frano Alfirević
- Ivan Aralica
- Tatjana Arambašin

## B
- Goran Babić
- Ljubo Babić (književnik)
- Vid Balog?
- Mate Balota (Mijo Mirković)
- Kristijan Hrvoslav Ban
- (Antun Barac)
- Veljko Barbieri
- Renato Baretić
- Slavko Batušić
- Lana Barić
- Ferdo Becić
- Krunoslav Bego
- Milan Begović
- Luka Bekavac
- Tito Bilopavlović
- Tomislav Marijan Bilosnić
- Ivana Bodrožić
- Jasen Boko
- Ivan Bostjančić
- Luiza Bouharaoua
- Mirko Božić
- Ivan Brajdić
- Tituš Brezovački
- Nenad Brixy
- Božica Brkan
- Ivana Brlić-Mažuranić
- Franjo Bučar
- Mile Budak
- Pero Budak
- Edo Budiša (1958–1984)
- Zvonimir Buljević
- Bruno Bušić

## C
- Juraj Carić
- August Cesarec
- Vatroslav Cihlar (Slavko)
- Dalibor Cvitan

## Č
- Željka Čorak
- Zvane Črnja
- Arijana Čulina
- Ferdo Čulinović?

## Ć
- Ivo Ćipiko
- Bora Ćosić (hrvaški in srbski)

## D
- Mirko Dečak
- Joso Defrančeski
- Marko Dejanović
- Vladan Desnica
- Ilija Despot
- Ivan Devčić
- Velimir Deželić stariji
- Zora Dirnbach (1929–2019)
- Ulderiko Donadini
- Ivan Dončević
- Vid Došen
- Danijel Dragojević
- Ivan Dragojević
- Slavenka Drakulić
- Daša Drndić
- Theodor Dürrigl

## Đ
- Ivančica Đerić

## E
- Viktor Car Emin

## F
- Nedjeljko Fabrio
- Miroslav Feller (Fritz)
- Zoran Ferić
- Jožef Ficko
- Goran Filipi
- Jure Franičević - Pločar
- Marin Franičević

## G
- Fran Galović
- Nada Gašić
- Miro Gavran
- Ksaver Šandor Gjalski
- Siniša Glavašević (1960-1991)
- Zvonimir Golob (1927-97) esejist
- Mani Gotovac
- (Vlado Gotovac)
- Vinko Grubišić?
- Petar Gudelj

## H
- Juraj Habdelić
- Albert Haler
- August Harambašić
- Hrvoje Hitrec
- Josip Hitrec
- Jasna Horvat
- Joža Horvat
- Franjo Horvat Kiš
- Dubravko Horvatić
- Ines Hrain
- Vjekoslava Huljić

## I
- Joza Ivakić Strojil ?
- Vladoje Ivakić
- Željko Ivanković (bosansko-hrvaški)
- Nada Iveljić
- Daniel Ivin
- Radovan Ivšić

## J
- Stjepan Jakševac
- Ante Jakšić
- Dubravko Jelačić Bužimski
- Vojin Jelić
- Živko Jeličić
- Rikard Katalinić Jeretov
- Miljenko Jergović (bosansko-hrvaški)
- Rikard Jorgovanić
- Marija Jurić Zagorka

## K
- David Kabalin
- Andrija Kačić Miošić
- Vjekoslav Kaleb
- Pajo Kanižaj
- Damir Karakaš
- Rikard Katalinić Jeretov
- Dražen Katunarić
- Slavko Kolar
- Tin Kolumbić
- Mihovil Kombol
- Veselko Koroman
- Josip Kosor
- Sida Košutić
- Mirko Kovač (črnog.-srbsko-hrv.)
- Josip Kovačević
- Ante Kovačić
- Ivan Kozarac
- Josip Kozarac
- Ivo Kozarčanin
- Zlatko Krilić
- Miroslav Križić
- Gustav Krklec
- Miroslav Krleža
- Vesna Krmpotić
- Mato Kudumija
- Eugen Kumičić
- Rajmund Kupareo
- Ivan Kušan
- Mladen Kušec
- Vojislav Kuzmanović

## L
- Tomislav Ladan
- Janko Leskovar
- Slaven Letica
- Mato Lovrak
- Željka Lovrenčić
- Ivan Lovrenović

## M
- Miroslav Slavko Mađer
- Rudolfo Franjin Magjer
- Zvonimir Majdak
- Vjekoslav Majer
- Alojz Majetić
- Igor Mandić
- Ranko Marinković
- Mirko Marjanović
- Franjo Marković
- Mirjana Matić Halle
- Marijan Matković
- Antun Gustav Matoš
- Predrag Matvejević
- Grgur Mekinić
- Stjepan Mihalić
- Adela Milčinović
- Andrija Kačić Miošić
- Tihomir Mraović

## N
- Alija Nametak
- Milutin Cihlar Nehajev
- Slobodan Novak

## O
- Ognjeslav Utješenović Ostrožinski

## P
- Ivan Pauletta
- Jurica Pavičić
- Mihovil Pavlek Miškina
- Vlatko Pavletić
- Pavao Pavličić
- Marija Peakić-Mikuljan
- Matko Peić
- Robert Perišić
- Dino Pešut
- Damir Pilić
- Čedo Prica Plitvički
- Marko Pogačar
- Janko Polić Kamov
- Edo Popović
- Ognjen Prica
- Ivica Prtenjača
- Nikola Pulić (1926–2006)

## R
- Franjo Rački
- Borivoj Radaković
- Milan Rakovac
- Ivan Raos
- Predrag Raos
- Delimir Rešicki
- Pavao Ritter Vitezović
- Ivana Rogar
- Zoran Roško
- Vedrana Rudan

## S
- Tomislav Sabljak
- Ivana Sajko
- Ivan Kukuljević Sakcinski
- Korana Serdarević
- Novak Simić (bos.-hrv.)
- Davor Slamnig
- Miljenko Smoje
- Goran Sobin
- Antun Sorkočević
- Ante Starčević
- Augustin Stipčević
- Vladimir Stojsavljević
- Bogdan Stopar
- (Branko Sučević)
- (Tomislav Sunić)
- Ivan Supek
- Darko Suvin

## Š
- Ćiro Čičin Šain
- Petar Šegedin
- August Šenoa
- Silvija Šesto
- Antun Branko Šimić
- Bruno Šimleša
- Dinko Šimunović
- Ervin Šinko
- Slobodan Šnajder
- Ivana Šojat
- Antun Šoljan
- Krsto Špoljar
- Spomenka Štimec
- Ivo Štivičić
- Dora Šustić

## T
- Ante Nadomir Tadić-Šutra
- Ante Tentor
- Ante Tomić
- Josip Eugen Tomić
- Ljudevit Tomšič

## U
- Dubravka Ugrešić
- Neven Ušumović

## V
- Iso Velikanović
- Nevenka Videk
- Ivan Vidić
- Velimir Visković
- Grigor Vitez?
- Blaško Vojnić Hajduk
- Irena Vrkljan
- Šime Vučetić
- Marina Vujčić
- Milana Vuković Runjić

## Z
- Tomislav Zajec
- Marija Jurić Zagorka
- Pero Zlatar?
- Petar Zoranić